# Cyclocross-Weltmeisterschaften 1985
Die Cyclocross-Weltmeisterschaften 1985 wurden am 16. und 17. Februar in München ausgetragen. Die Wettkämpfe fanden im Olympiapark statt.

## Ergebnisse

### Profis
| Platz | Land        | Sportler           |
| ----- | ----------- | ------------------ |
| 1     | Deutschland | Klaus-Peter Thaler |
| 2     | Niederlande | Adrie van der Poel |
| 3     | Luxemburg   | Claude Michely     |

### Amateure
| Platz | Land        | Sportler        |
| ----- | ----------- | --------------- |
| 1     | Deutschland | Mike Kluge      |
| 2     | Schweiz     | Beat Schumacher |
| 3     | Schweiz     | Bruno D’Arsié   |

### Junioren
| Platz | Land        | Sportler      |
| ----- | ----------- | ------------- |
| 1     | Schweiz     | Beat Wabel    |
| 2     | Deutschland | Jürgen Sprich |
| 3     | Niederlande | Wim de Vos    |